# Aschau (Allendorf)
Aschau ist ein Ortsteil von Allendorf im Landkreis Saalfeld-Rudolstadt in Thüringen.

## Lage
Aschau befindet sich westlich von Allendorf und südöstlich von Königsee auf einer nach Norden sich neigenden waldarmen Hochfläche im Vorland des Thüringer Waldes zwischen dem nach Süden stark abfallenden Gelände zum Schwarzatal und zum Rinnetal nach Norden schwach abfallend. Weitere Nachbargemeinden waren Oberhain, Unterhain, Oberköditz und Unterköditz.

## Geschichte
Am 19. November 1370 wurde der Ort erstmals urkundlich erwähnt. Bis 1918 gehörte der Ort zur Oberherrschaft des Fürstentums Schwarzburg-Rudolstadt.
Aschau war wie Allendorf ein Bauerndorf mit einem Gutshof. Das Gut wurde nach dem Zweiten Weltkrieg verstaatlicht. Heute befindet sich im Dorf eine Firma aus Königsee mit 140 Beschäftigten. Der andere Betrieb beschäftigt 30 Personen.

## Wirtschaft
In Aschau befindet sich der Firmensitz der Königsee Implantate GmbH, eines der führenden Medizintechnikunternehmen auf dem Gebiet der Osteosynthese.